# 上弗里霍爾德鎮區 (新澤西州)
上弗里霍爾德鎮區（英語：Upper Freehold Township）是位於美國新澤西州蒙茅斯縣的一個鎮區。

## 地方資料
上弗里霍爾德鎮區的面積為122.68平方千米，當中陸地面積為120.37平方千米，而水域面積為2.31平方千米。根據2020年美國人口普查的數據，當地共有人口7273人，而人口密度為每平方千米59.28人。